# Carlos Newton
Carlos Newton (17 de agosto de 1976) es un peleador canadiense de artes marciales mixtas retirado que compitió en la categoría peso wélter. Es un ex-campeón peso wélter de UFC y leyenda de MMA de Pride FC. Conocido como «The Ronin», compitió en todo el mundo en las organizaciones de MMA más importantes, además de las mencionadas Pride y UFC, en IFL, K-1, Shooto, y más recientemente, W-1. 
Es un cinturón negro de jiu-jitsu brasileño de tercer grado junto a su entrenador Terry Riggs con Renzo Gracie, en Warrior MMA en Newmarket, Ontario. Newton ha calificado su estilo de lucha personal -una amalgama de jiu-jitsu, judo, lucha libre y boxeo- como «Dragón Ball Jiu-Jitsu», en homenaje a Dragon Ball, una franquicia japonesa de manga y anime. 
Como testimonio de su popularidad mundial, Newton es uno de los pocos atletas de MMA a los que se les ha permitido competir en UFC y Pride FC al mismo tiempo.

## Primeros años
Carlos Newton nació en Anguila y se mudó a Canadá a una edad temprana. Asistió a la escuela secundaria Westview Centennial en el área de Jane and Finch de Toronto, Ontario. Newton compitió en numerosas competencias de jiu-jitsu y BJJ en Canadá y en todo el mundo, comenzando con el conocido Tom Sharkey. Cabe destacar el prestigioso Abu Dhabi Combat Club en Abu Dhabi, Emiratos Árabes Unidos contra Rodrigo Gracie de la legendaria familia Gracie. Newton comenzó su carrera como competidor de jiu-jitsu en el Samurai Club de Toronto. Poco después, en 1996, Terry Riggs fundó Warrior Mixed Martial Arts en Newmarket, Ontario, que fue la primera academia oficial de MMA de Canadá; Newton siguió a su compañero de entrenamiento desde hace mucho tiempo y lo convirtió en su hogar. Fuera de Warrior MMA, la carrera de Newton floreció bajo la dirección de Terry Riggs y Everton McEwan. Newton, un estudiante de la Universidad de York en Toronto, hizo sus estudios sobre medicina geriátrica, después de haber realizado investigaciones en el Hospital Baycrest, uno de los líderes mundiales en atención geriátrica.

## Carrera de artes marciales mixtas
La carrera profesional de artes marciales mixtas de Newton comenzó a la temprana edad de diecinueve años, como el luchador extremo más joven de todos los tiempos. Su primera pelea fue una de las peleas más memorables de la NHB "David vs Goliath" en la historia, con Newton cediendo más de 100 libras a un Jean Rivière mucho más grande en la cartelera de Extreme Fighting 2 en abril de 1996. terminó con una derrota por sumisión debido al puro agotamiento de Newton, sin embargo, el espectáculo dado lanzó su carrera.

### Pride FC y Shooto Japan
Newton comenzó su carrera de lucha en Japón con una victoria sobre Erik Paulson para convertirse en el Campeón Mundial de Vale Tudo Japón. Después de algunas peleas dominantes en la organización de Shooto, pasó a PRIDE FC, considerado el mejor programa de MMA del mundo junto con UFC. En junio de 1998, Newton perdió una pelea técnica en Pride Fighting Championships contra Kazushi Sakuraba. La pelea de Sakuraba contra Newton se recuerda hoy como un clásico y una de las mejores peleas de MMA para los fanáticos del jiu-jitsu. Esta pelea impulsó a ambos peleadores al estrellato de MMA. Newton continuó en el PRIDE Japan para acumular victorias sobre Daijiro Matsui, Naoki Sano, Johil de Oliveira, todo en camino a una victoria por rendición sobre "Pelé" José Landi-Jons en Pride 19 en febrero de 2002. Después de esta victoria, el presidente de Pride, Naoto Morishita, declaró: «Newton es considerado el campeón no oficial de PRIDE de peso medio». En octubre de 2003, Newton consolidó aún más su lugar en la historia con una victoria por decisión dividida sobre Renzo Gracie en Pride Bushido 1.

### Campeonatos de lucha definitivos
La cuarta y quinta peleas de Newton marcaron su debut en UFC en UFC 17, derrotando a Bob Gilstrap y perdiendo una controvertida decisión ante Dan Henderson en la misma noche por el título del torneo de peso medio. El mayor logro profesional de Newton en su carrera fue obtener el Campeonato de Peso Wélter de UFC de manos de Pat Miletich en mayo de 2001. Sin embargo, el reinado duró poco, ya que Newton perdió su primera defensa del título en noviembre de ese mismo año en UFC 34 contra Matt Hughes. Newton tenía un estrangulamiento triangular bloqueado en Hughes, pero Hughes levantó a Newton, lo acompañó a la esquina y golpeó a Newton contra la colchoneta, lo que provocó que Newton se golpeara en la cabeza y quedara noqueado.

### HÉROES K-1
Newton estaba listo para una pelea de regreso en la promoción HEROs MMA de K-1 contra Melvin Manhoef en el Ariake Coliseum el 5 de agosto, pero tuvo que retirarse de la pelea en el último minuto debido a un ligamento desgarrado en la rodilla. Hizo un segundo intento de regreso en K-1 HEROs, esta vez enfrentándose a Tokimitsu Ishizawa. Newton hizo un trabajo rápido con el luchador japonés, necesitando solo cuatro golpes para anotar la victoria por nocaut técnico en solo 22 segundos. Luego se enfrentó a Shungo Oyama en Hero's Korea 2007, donde perdió por rendición debido a los golpes.

### Liga Internacional de Lucha
Newton y Riggs fueron los entrenadores de los Toronto Dragons en la IFL en las temporadas 2005 y 2006. Con base en Warrior MMA en Newmarket, los Dragons estaban formados por luchadores notables internacionales como Claude Patrick, Wagnney Fabiano, Brent Beauparlant, Rafael Cavalcante, Leo Santos y Dennis Hallman. Los Dragons llegaron a los play-offs en la temporada 2006 y llegaron hasta la ronda de semifinales. Wagnney Fabiano del equipo se clasificó y ganó el Campeonato de peso ligero de la IFL. Newton peleó en una superlucha ese año y perdió ante Renzo Gracie a través de una decisión dividida extremadamente controvertida en la Final del Campeonato IFL. El propio Gracie cuestionó la decisión después de la pelea.

### W-1
Newton, motivado por la oportunidad de competir en Canadá, regresó a las MMA nuevamente en 2009 en Warrior-1: Inception. Obtuvo una victoria en el primer asalto por KO contra Nabil Khatib, esta fue la primera pelea de Carlos en suelo canadiense en trece años. Regresó nuevamente a la acción el 10 de octubre de 2009 contra el ex veterano de UFC "Mr. International" Shonie Carter en Warrior-1: High Voltage. La pelea iba a ser por el Campeonato de Peso Wélter Warrior-1, pero debido a que Newton no llegó al peso, fue una pelea sin título. Newton venció a Carter por decisión unánime después de tres rondas.
En 2009, después de su victoria sobre Shonie Carter, declaró en una entrevista a Sherdog que estaba anticipando su regreso a pelear en el extranjero con especial interés en Japón. Sin embargo, después de una pelea más en Australia, Newton decidió que después de una exitosa carrera de lucha que duró catorce años, finalmente llegó el momento de tomar un descanso y concentrarse en el entrenamiento.
Después de su retiro, Newton había entrenado en el gimnasio de su casa, Warrior Mixed Martial Arts, en Newmarket, Ontario, hasta que finalmente abrió y comenzó a entrenar en su propio gimnasio, Newton Mixed Martial Arts, en Pickering, Ontario.

## Campeonatos y logros

### Jiu-Jitsu
- Campeón canadiense de Jiu-Jitsu (5 veces) (incluido el campeón de peso abierto)

### Pankration
- Campeón canadiense de Pankration (2 veces)

### Ultimate Fighting Championship
- Campeonato de peso wélter de UFC (una vez)
- Primer campeón canadiense en la historia de UFC
- Subcampeón del torneo de peso mediano de UFC 17

## Récord de artes marciales mixtas
| Récord profesional | Récord profesional | Récord profesional |
| 30 peleas          | 16 victorias       | 14 derrotas        |
| ------------------ | ------------------ | ------------------ |
| Nocaut             | 2                  | 3                  |
| Sumisión           | 10                 | 4                  |
| Decisión           | 4                  | 7                  |

| Resultado | Récord | Oponente            | Método                          | Evento                                           | Fecha                   | Asalto | Tiempo | Localización                                | Notas |
| --------- | ------ | ------------------- | ------------------------------- | ------------------------------------------------ | ----------------------- | ------ | ------ | ------------------------------------------- | ----- |
| Derrota   | 16–14  | Brian Ebersole      | Decisión (unánime)              | Impact FC 1                                      | 10 de julio de 2010     | 3      | 5:00   | Brisbane, Australia                         |       |
| Victoria  | 16–13  | Shonie Carter       | Decisión (unánime)              | Warrior-1: High Voltage                          | 10 de octubre de 2009   | 3      | 5:00   | Gatineau, Quebec, Canadá                    |       |
| Victoria  | 15–13  | Nabil Khatib        | KO (golpes)                     | Warrior-1: Inception                             | 28 de marzo de 2009     | 1      | 3:12   | Gatineau, Quebec, Canadá                    |       |
| Derrota   | 14–13  | Shungo Oyama        | Rendición (golpes)              | Hero's 2007 in Korea                             | 27 de octubre de 2007   | 3      | 2:42   | Seúl, Corea del Sur                         |       |
| Derrota   | 14–12  | Matt Lindland       | Rendición (guillotine choke)    | IFL – Houston                                    | 2 de febrero de 2007    | 2      | 1:43   | Houston, Texas, Estados Unidos              |       |
| Derrota   | 14–11  | Renzo Gracie        | Decisión (dividida)             | IFL Championship Final                           | 29 de diciembre de 2006 | 3      | 4:00   | Uncasville, Connecticut, Estados Unidos     |       |
| Victoria  | 14–10  | Tokimitsu Ishizawa  | TKO (golpes)                    | Hero's 7                                         | 9 de octubre de 2006    | 1      | 0:22   | Yokohama, Japón                             |       |
| Derrota   | 13–10  | Ryo Chonan          | Decisión (unánime)              | PRIDE Bushido 5                                  | 14 de octubre de 2004   | 2      | 5:00   | Osaka, Japón                                |       |
| Derrota   | 13–9   | Daiju Takase        | Decisión (dividida)             | PRIDE Bushido 3                                  | 23 de mayo de 2004      | 2      | 5:00   | Yokohama, Japón                             |       |
| Derrota   | 13–8   | Renato Verissimo    | Decisión (unánime)              | UFC 46                                           | 31 de enero de 2004     | 3      | 5:00   | Las Vegas, Nevada, Estados Unidos           |       |
| Victoria  | 13–7   | Renzo Gracie        | Decisión (dividida)             | PRIDE Bushido 1                                  | 5 de octubre de 2003    | 2      | 5:00   | Saitama, Japón                              |       |
| Derrota   | 12–7   | Anderson Silva      | KO (rodillazo volador y golpes) | PRIDE 25                                         | 16 de marzo de 2003     | 1      | 6:27   | Yokohama, Japón                             |       |
| Victoria  | 12–6   | Pete Spratt         | Rendición (kimura)              | UFC 40                                           | 22 de noviembre de 2002 | 1      | 1:45   | Las Vegas, Nevada, Estados Unidos           |       |
| Derrota   | 11–6   | Matt Hughes         | TKO (golpes)                    | UFC 38                                           | 13 de julio de 2002     | 4      | 3:35   | Londres, Inglaterra, Reino Unido            |       |
| Victoria  | 11–5   | Jose Landi-Jons     | Rendición (armbar)              | PRIDE 19                                         | 24 de febrero de 2002   | 1      | 7:16   | Saitama, Japón                              |       |
| Derrota   | 10–5   | Matt Hughes         | KO (slam)                       | UFC 34                                           | 2 de noviembre de 2001  | 2      | 1:27   | Las Vegas, Nevada, Estados Unidos           |       |
| Victoria  | 10–4   | Pat Miletich        | Rendición (bulldog choke)       | UFC 31                                           | 4 de mayo de 2001       | 3      | 2:50   | Atlantic City, Nueva Jersey, Estados Unidos |       |
| Derrota   | 9–4    | Dave Menne          | Decisión (unánime)              | Shidokan Jitsu – Warriors War 1                  | 8 de febrero de 2001    | 1      | 10:00  | Kuwait                                      |       |
| Victoria  | 9–3    | Johil de Oliveira   | Decisión (unánime)              | PRIDE 12                                         | 9 de diciembre de 2000  | 2      | 10:00  | Saitama, Japón                              |       |
| Victoria  | 8–3    | Yuhi Sano           | Rendición (armbar)              | PRIDE 9                                          | 4 de junio de 2000      | 1      | 0:40   | Nagoya, Japón                               |       |
| Victoria  | 7–3    | Karl Schmidt        | Rendición (armbar)              | WEF 9 – World Class                              | 13 de mayo de 2000      | 1      | 1:12   | Evansville, Indiana, Estados Unidos         |       |
| Victoria  | 6–3    | Daijiro Matsui      | Decisión (unánime)              | PRIDE 6                                          | 4 de julio de 1999      | 3      | 5:00   | Yokohama, Japón                             |       |
| Victoria  | 5–3    | Kenji Kawaguchi     | Rendición (armbar)              | Shooto - 10th Anniversary Event                  | 29 de mayo de 1999      | 1      | 5:00   | Yokohama, Japón                             |       |
| Derrota   | 4–3    | Kazushi Sakuraba    | Rendición (kneebar)             | PRIDE 3                                          | 24 de junio de 1998     | 2      | 5:19   | Tokio, Japón                                |       |
| Derrota   | 4–2    | Dan Henderson       | Decisión (dividida)             | UFC 17                                           | 15 de mayo de 1998      | 1      | 15:00  | Mobile, Alabama, Estados Unidos             |       |
| Victoria  | 4–1    | Bob Gilstrap        | Rendición (triangle choke)      | UFC 17                                           | 15 de mayo de 1998      | 1      | 0:52   | Mobile, Alabama, Estados Unidos             |       |
| Victoria  | 3–1    | Kazuhiro Kusayanagi | Rendición (armbar)              | Shooto - Las Grandes Viajes 2                    | 1 de marzo de 1998      | 1      | 2:17   | Tokio, Japón                                |       |
| Victoria  | 2–1    | Haim Gozali         | Rendición (armbar)              | Israel Fighting Championship - Israel vs. Canada | 1 de enero de 1998      | 1      | N/A    | Israel                                      |       |
| Victoria  | 1–1    | Erik Paulson        | Rendición (armbar)              | Vale Tudo Japan 1997                             | 29 de noviembre de 1997 | 1      | 0:41   | Tokio, Japón                                |       |
| Derrota   | 0–1    | Jean Rivière        | Rendición (cansancio)           | Extreme Fighting 2                               | 26 de abril de 1996     | 1      | 7:22   | Montreal, Quebec, Canadá                    |       |

- Datos: Q2482701
- Multimedia: Carlos Newton / Q2482701